# Фрідріх Нольтеніус
Фрідріх Теодор Нольтеніус (нім. Friedrich Theodor Noltenius; 8 січня 1894, Бремен — 12 березня 1936, Берлін) — німецький льотчик-ас, лейтенант Вюртемберзької армії.

## Біографія
Син професора медицини. Перша світова війна, що почалася, втрутилася в плани Нольтеніуса стати лікарем, і 4 серпня 1914 року він записався в польовий артилерійський полк № 13. З грудня 1914 по грудень 1915 року служив на Східному фронті, потім був переведений у Францію, де й воював до листопада 1917 року. 16 квітня 1917 року був поранений.
3 листопада 1917 року Нольтеніус розпочав авіаційну підготовку в 1-му запасному льотному дивізіоні в Альтенбурзі, а безпосередньо польотні тренування пройшов у лютому 1918 року в 10-му запасному льотному дивізіоні в Беблінгені.
На початку червня 1918 року він прибув до AFP 7, де чекав розподілу в бойову частину, потім два тижні провів, літаючи у складі 234-го льотного дивізіону, а наприкінці червня знову вирушив на навчання в 2-ге училище винищувальної авіації в Нівеллі. Після закінчення училища отримав направлення у 27-му винищувальну ескадрилью — одну з найкращих винищувальних ескадрилей Німеччини. У своєму щоденнику Нольтеніус описував, що пілотування винищувача давалося йому з дивовижною легкістю, і він став однією з «зірок» 3-ї винищувальної ескадри.
Після того, як у середині серпня 1918 року прибули оснащені двигуном BMW винищувачі Fokker D.VII, Нольтеніус збив у вересні шість літаків і три аеростати. Проте суперечки з приводу перемог з колегами з ескадрильї змусили його перевестися в 6-ту винищувальну ескадрилью, але антипатія з командиром ескадрильї Ульріхом Некелем призвела 19 жовтня до нового переведення Нольтеніуса — цього разу в 11-ту винищувальну ескадрилью, де він здобув свої останні шість перемог.
З 15 липня по 5 листопада 1918 року Нольтеніус виконав не менш ніж 141 бойовий виліт, здобувши 21 повітряну перемогу, ще одна перемога залишилась непідтвердженою.
Після війни він взяв участь у боротьбі проти комуністів у Німеччині, а після перемоги над ними став лікарем. У 1923/33 роках зі своєю сім'єю жив у Південній Америці, але потім повернувся до Німеччини, де знову почав літати. 12 березня 1936 р. Фрідріх Нольтеніус вилетів літаком Bucker Jungmann (D-EFEK) з аеропорту Йоганністаль і потрапив у катастрофу. Помер дорогою до шпиталю.

## Звання
- Єфрейтор (21 червня 1915)
- Унтерофіцер (18 листопада 1915)
- Лейтенант (5 жовтня 1916)

## Нагороди
- Залізний хрест
  - 2-го класу (17 листопада 1915)
  - 1-го класу (10 травня 1917)
- Орден «За військові заслуги» (Вюртемберг), лицарський хрест (5 липня 1917)
- Королівський орден дому Гогенцоллернів, лицарський хрест з мечами (8 листопада 1918)
- Почесний хрест ветерана війни з мечами